# 硝酸铌酰
硝酸铌酰是一种无机化合物，化学式为NbO(NO3)3。

## 制备
硝酸铌酰由五氯化铌和五氧化二氮反应得到：
NbCl5 + 4 N2O5 → NbO(NO3)3 + 5NO2Cl

## 性质
硝酸铌酰是一种白色结晶粉末，在空气中发烟。遇水分解，产生硝酸和水合氧化铌(V)。